# Laidy Gómez
Laidy Yorveys Gómez Flórez (Rubio, Tachira, 12 de diciembre de 1981) es una abogada y política venezolana, dirigente del partido Acción Democrática (AD) y gobernadora del estado Táchira entre 2017 y 2021.

## Carrera política
Laidy Gómez es abogada y militante de AD. Fue elegida durante las elecciones primarias de 2015 como candidata de la Mesa de la Unidad Democrática (MUD) a la Asamblea Nacional tras vencer en las urnas al parlamentario e historiador Walter Márquez, siendo diputada entre 2016 y 2017.
Para las elecciones regionales de 2017 se presentó como candidata de la MUD. Venció en las elecciones primarias realizadas el 10 de septiembre, compitiendo contra Fernando Andrade, Juan Requesens, Miguel Ángel Rodríguez, Patricia Gutiérrez y Virginia Vivas, resultando ganadora con el 34,1 % de los votos.

### Gobernadora del Táchira

#### Elección
Fue elegida como gobernadora del Táchira durante las elecciones regionales de 2017 realizadas el 15 de octubre, venciendo al Gobernador en ejercicio José Vielma Mora con el 63,27 % de los votos, el cual buscaba la reelección, logrando así ejercer el período de gobernadora desde 2017 hasta 2021. Fue la primera mujer electa democráticamente como gobernadora del estado Táchira; Luisa Teresa Pacheco fue la primera mujer gobernadora del estado, pero designada por el presidente Jaime Lusinchi.
El 23 de octubre de 2017, junto a Alfredo Díaz, Antonio Barreto Sira y Ramón Guevara se juramentó ante la Asamblea Nacional Constituyente, recibiendo fuertes críticas por el hecho.
| \| Resultados de las elecciones regionales en Táchira octubre de 2017 \| Resultados de las elecciones regionales en Táchira octubre de 2017 \| Resultados de las elecciones regionales en Táchira octubre de 2017 \| Resultados de las elecciones regionales en Táchira octubre de 2017 \| Resultados de las elecciones regionales en Táchira octubre de 2017 \| \| ------------------------------------------------------------------ \| ------------------------------------------------------------------ \| ------------------------------------------------------------------ \| ------------------------------------------------------------------ \| ------------------------------------------------------------------ \| \| Candidato \| Candidato \| \| Votos \| Votos \| \| Laidy Gómez \| Laidy Gómez \| \| 63,27 % \| 63,27 % \| \| José Vielma Mora \| José Vielma Mora \| \| 35,41 % \| 35,41 % \| \| Otros candidatos \| Otros candidatos \| \| 1,15 % \| 1,15 % \| |                  |  |         |         |
| Resultados de las elecciones regionales en Táchira octubre de 2017 |                  |  |         |         |
| Candidato | Candidato        |  | Votos   | Votos   |
| Laidy Gómez | Laidy Gómez      |  | 63,27 % | 63,27 % |
| José Vielma Mora | José Vielma Mora |  | 35,41 % | 35,41 % |
| Otros candidatos | Otros candidatos |  | 1,15 %  | 1,15 %  |

#### Gestión
Desde su toma de posesión al cargo en octubre de 2017, hasta diciembre de 2021, su gestión estuvo fuertemente marcada en la de priorizar servicios de ayuda social y fomentar el cuidado de zonas públicas, a pesar de haber contado como problemas generales la crisis económica y social, la emigración venezolana en la frontera tachirense, las protestas sociales del 2019, la entrada de la ayuda humanitaria, la Pandemia de COVID-19, entre otras situaciones que se destacaron a lo largo de su mandato.

#### Obstaculización ilegal de sus funciones
Sin embargo, pese haber sido elegida como gobernadora legítima del estado, durante gran parte de su gestión fue obstaculizada la mayoría de sus funciones por el Protectorado del Táchira, organismo paralelo dirigido por Freddy Bernal y creado por Nicolás Maduro en 2018 con la supuesta razón de "proteger los derechos populares en el Táchira de la descarada oposición". Esto generó a que muchos de los recursos tributarios ligados al "situado constitucional" (repartición proporcional de finanzas desde el Ejecutivo nacional hacia los Estados) que le correspondían a la Gobernación fueran repartidas de facto al protectorado, ocasionando el retraso de planes y la falta de financiación de obras públicas por parte de la gobernación, arruinando en parte la gestión de Gómez como mandataria regional.

#### Postulación a la reelección
En agosto del 2020, Gómez se alineó políticamente al sector ad-hoc de Acción Democrática ad hoc, luego de reconocer el liderazgo de Bernabé Gutiérrez como secretario general del partido, decisión impuesta por sentencia del TSJ en junio del mismo año, ocasionando que su decisión desatara polémica dentro de la oposición, haciendo que ella se separara oficialmente de la Mesa de la Unidad, coalición por la cual llegó a la gobernación y su salida del partido sector oficial Acción Democrática anunció el secretario político del Comité Ejecutivo Nacional de AD, Williams Dávila.  En 2021, con el apoyo del sector ad-hoc de AD y de la coalición opositora disidente Alianza Democrática, decide postularse a la reelección para las elecciones regionales de 2021. Para el momento de dicha elección, Gómez se había convertido en la única gobernación que buscaba la reelección del lado de la oposición disidente, a contraparte de los gobernadores opositores de aquel momento, los cuales buscaban la reelección del lado de la MUD. 
A pesar de haber contado con un alto respaldo popular en las encuestas, perdió la elección, obteniendo el 40% de los votos escrutados, lo que representa 135 277 votos o una caída del 23% con respecto al 2017, con un pequeño margen de diferencia frente al oficialista Freddy Bernal, el cual obtuvo el 41% de los votos escrutados, lo que representan 138 717 votos, es decir una diferencia de 3440, resultando electo el candidato por el oficialismo.
| \| Resultados de las elecciones regionales en Táchira noviembre de 2021 \| Resultados de las elecciones regionales en Táchira noviembre de 2021 \| Resultados de las elecciones regionales en Táchira noviembre de 2021 \| Resultados de las elecciones regionales en Táchira noviembre de 2021 \| Resultados de las elecciones regionales en Táchira noviembre de 2021 \| \| -------------------------------------------------------------------- \| -------------------------------------------------------------------- \| -------------------------------------------------------------------- \| -------------------------------------------------------------------- \| -------------------------------------------------------------------- \| \| Candidato \| Candidato \| \| Votos \| Votos \| \| Freddy Bernal \| Freddy Bernal \| \| 41,10 % \| 41,10 % \| \| Laidy Gómez \| Laidy Gómez \| \| 40,10 % \| 40,10 % \| \| Fernando Andrade \| Fernando Andrade \| \| 16,26 % \| 16,26 % \| \| Juan Guevara \| Juan Guevara \| \| 1,95 % \| 1,95 % \| \| Heiner Padilla \| Heiner Padilla \| \| 0,33 % \| 0,33 % \| |                  |  |         |         |
| Resultados de las elecciones regionales en Táchira noviembre de 2021 |                  |  |         |         |
| Candidato | Candidato        |  | Votos   | Votos   |
| Freddy Bernal | Freddy Bernal    |  | 41,10 % | 41,10 % |
| Laidy Gómez | Laidy Gómez      |  | 40,10 % | 40,10 % |
| Fernando Andrade | Fernando Andrade |  | 16,26 % | 16,26 % |
| Juan Guevara | Juan Guevara     |  | 1,95 %  | 1,95 %  |
| Heiner Padilla | Heiner Padilla   |  | 0,33 %  | 0,33 %  |

Una parte importante de los votos opositores los obtuvo Fernando Andrade, de la Mesa de la Unidad Democrática, quien obtuvo el 16%  de los votos escrutados, esto debido, en parte, a la división que hubo entre opositores sobre cual era el verdadero candidato de la oposición mayoritaria; aunque también son las consecuencias de Gómez de alinearse a la oposición disidente, ocasionando a que muchos de sus electores (alrededor de 1 de cada 6 electores que votaron por ella en 2017) siguiesen votando por la MUD, a pesar de que ella ya no seguía siendo parte de la coalición.

#### Arremetida judicial
En diciembre de 2022 a Laidy Gómez le aplican una sentencia descomunal, la que deberá pagar por "daño moral" una indemnización de 12 millones de dólares a Freddy Bernal por decirle contrabandista así sentenció la juez Juan José Molina del juzgado tercero de primera instancia en lo Civil, Mercanti y de Tránsito y ordenó se le privara de su vivienda principal. Gómez dijo: "Lo que el pueblo venezolano ve hoy son negocios políticos" (Es un valor equivalente a 300 viviendas populares)